# 7,5-cm-Nahkampfgeschütz M.17
Das 7,5-cm-Nahkampfgeschütz M.17 war ein österreich-ungarisches Infanteriegeschütz, das im Ersten Weltkrieg entwickelt und erprobt wurde.

## Entwicklung
Im Jahr 1917 begann Škoda mit der Entwicklung eine neuen Geschützes. Dieses Versuchsgeschütz wurde auf Anregung des preußischen Kriegsministeriums gebaut und war eine Vereinigung aus einem leichten Minenwerfer und einem Infanteriegeschütz. Hier wollte man die Leistung des alten 3,7-cm-Infanteriegeschütz M.15 steigern, doch die österreich-ungarische Heeresverwaltung entschloss sich sehr zögernd zu dem Schritt, da die man die geplante verringerte Beweglichkeit nicht einbüßen wollte. Nach dem Entschluss, das Geschütz doch zuzulassen, entstand das 7,5-cm-Nahkampfgeschütz M.17.
Das preußische Kriegsministerium hatte zwölf Geschütze bestellt, um diese an der Front zu erproben. Bis zum Kriegsende wurden sie aber nicht mehr ausgeliefert.

## Technische Beschreibung
Das 7,5-cm-Nahkampfgeschütz M.17 verfügte über eine Kaliberlänge von L/12. Das Geschützrohr wog 96 kg und hatte mit 63 cm eine sehr geringe Feuerhöhe. In der Feuerstellung wog das gesamte Geschütz 366 kg. Der Verschluss war identisch mit der 7,5-cm-Gebirgskanone M.15 von Škoda. Um die Besatzung von leichtem, direktem Beschuss und Schrapnellen zu schützen, verfügte das Geschütz über einen Schild.
Die verschossene Munition wog 6,5 kg. Bei einer Mündungsgeschwindigkeit von 190 m/s konnten die Granaten bis zu 3 km weit geschossen werden. Der Höhenrichtbereich lag zwischen −10 und +70 Winkelgrad, während es zu jeder Seite um 8 Winkelgrad gedreht werden konnte. Damit konnte das Geschütz sowohl den Flachbahn- als auch den Bogenschuß vollziehen. Musste das Geschütz über 8 Winkelgrad zu den Seiten gedreht werden, musste die Lafette angehoben und somit das gesamte Geschütz gedreht werden.
Der Transport des 7,5-cm-Nahkampfgeschütz M.17 erfolgte entweder in vier Lasten mit Tragtieren oder durch die Bedienmannschaft in elf Lasten. Dabei wog jedes Teil zwischen 35 und 41 kg und wurde mithilfe von Rückentragen transportiert. Das zusammengesetzte Geschütz konnte auch mit einem Zugtier oder die Bedienmannschaft durch einer Gabeldeichsel gezogen werden.

## Einsatz
Zu einem Kriegseinsatz kam das 7,5-cm-Nahkampfgeschütz M.17 nicht mehr, da das Ende des Krieges die Arbeiten stoppte. Auf dem firmeneigenen Schießplatz von Škoda in Ungarn wurde das Geschütz vor dem Ende des Krieges erprobt. Dabei machte es einen sehr guten und robusten Eindruck. Doch auch die ersten Nachteile wurden erkannt, welcher im komplizierten Aufbau lagen. Die Trefffähigkeit sowohl im Flachbahn- wie im Bogenschuß waren sehr schlecht und die Wirkung gegen Panzer war ungenügend.
Da man das Geschütz in 11 Lasten zerlegen konnte, war der Aufbau unter Stress schwierig und konnte zu Problemen führen. Auch empfanden die Heeresleitung und die Bedienmannschaft diese Zerlegbarkeit für ein Infanteriegeschütz als unnötig. Aus diesem Grund wurde das komplette zerlegen nur in sehr seltenen Fällen angewendet.